# 扎苔蛾属
扎苔蛾属（学名：Zadadra）是灯蛾科下的一个属。

## 下属物种
本属包括以下物种：
- Zadadra confusa Dubatolov, Volynkin, N.Singh, Joshi & Cerny, 2021